# لیندا توماس
لیندا آگویر توماس (متولد ۲۱ دسامبر ۱۹۸۱)، که با نام حرفه‌ای لیندا شناخته می‌شود، یک موسیقی‌دان، خواننده، ترانه‌سرا و فعال مکزیکی است. او در اواخر دهه ۱۹۹۰ و اوایل دهه ۲۰۰۰ در زادگاهش مکزیک به رسمیت شناخته شد. او با ئی‌ام‌آی کپیتال رکوردز قرارداد امضا کرد و چهار آلبوم استودیویی منتشر کرد. آخرین آلبوم او، Polen، در سال ۲۰۰۱ منتشر شد و او مدت کوتاهی پس از آن بازنشسته شد.
توماس در تیجوانا، باخا کالیفرنیا، مکزیک به دنیا آمد.